# 記念碑台

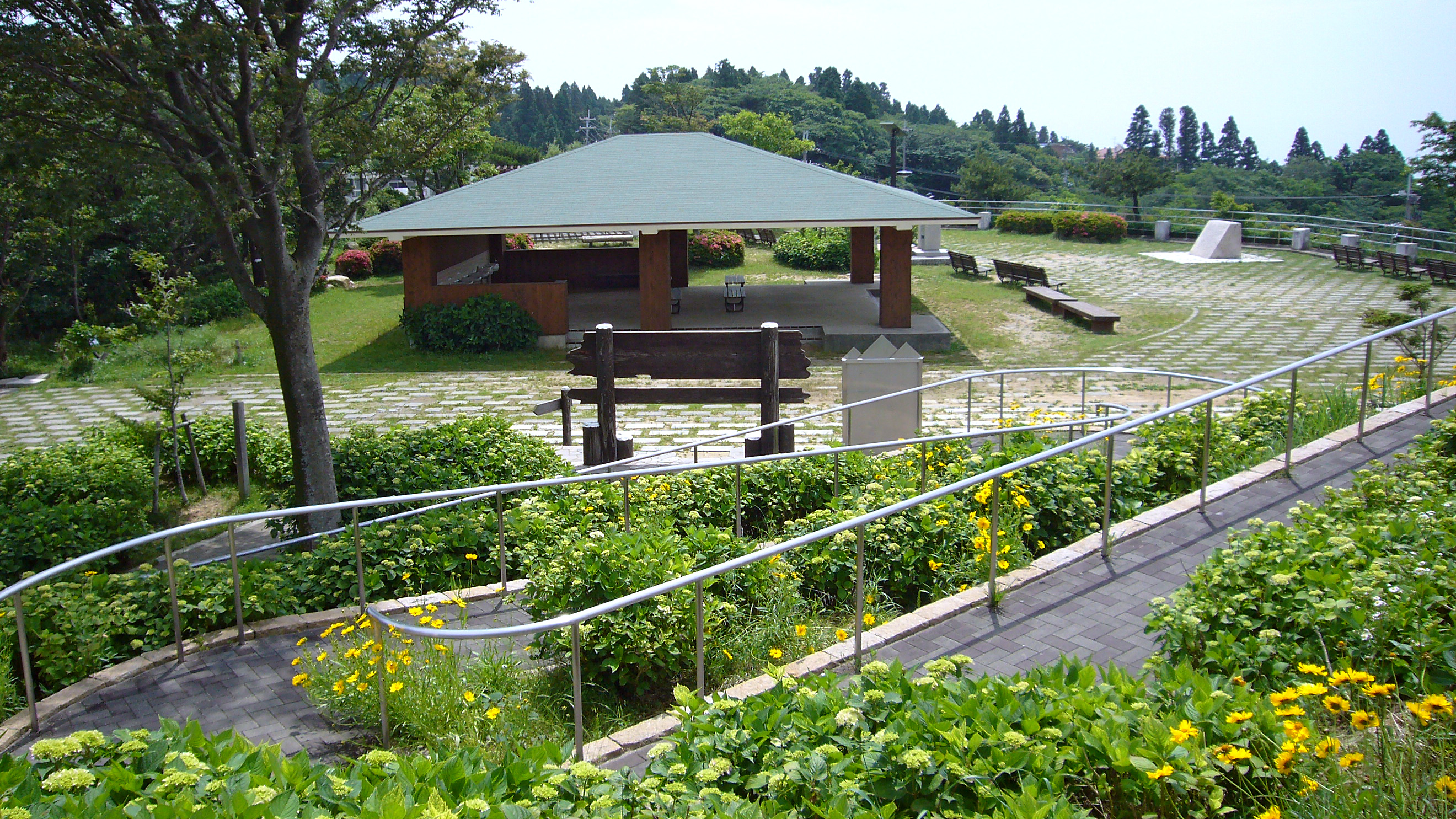
記念碑台

記念碑台（きねんひだい）は六甲山開発の祖であるイギリス人アーサー・ヘスケス・グルームの記念碑が立てられた高台。所在地は兵庫県神戸市灘区六甲山町北六甲123。サンセットドライブウェイ、サンライズドライブウェイおよび裏六甲ドライブウェイといった各道路が枝分かれする地点で、標高795.6m。
展望は連山中最も視界が広く、表裏両六甲を楽しめる。真冬でも売店は開いており、霧氷ハイキングでの手軽なオアシスとなる。

## 歴史
グラバー商会の出張員であった居留英国人アーサー・ヘスケス・グルームは私費を投じて六甲山へ植林や登山道整備を行い、当時の兵庫県知事であった服部一三などに砂防や植林の必要を説き、「六甲山村長」と呼ばれるようになっていた。
彼の偉業を称えた「六甲開祖之碑」は有野村の河原市太郎村長の発起で立てられ、1912年（明治45年）6月23日に除幕式を挙行。題字は服部一三知事が執筆。碑石は住吉村の六甲塚で選定され山頂へ運ばれた。碑の裏面には有馬郡長有留清による以下の碑文が刻まれていた。（碑文中の「ヘンリー」は「ヘスケス」の誤り）
この顕彰碑は第二次世界大戦中の1942年（昭和17年）、敵国人のものであるという理由で取り壊された。同碑は兵庫県観光連盟、兵庫県国際観光協会、神戸商工会議所、神戸新聞、六甲山自治会の発起、阪本勝知事の碑文で楯型の「六甲山の碑」として1955年（昭和30年）に再建され、同時にグルームの胸像も建てられた。2006年より神戸市は6月5日を「六甲の日」と定め、2007年からは毎年6月5日に一番近い日曜日に、夏山の安全を祈願する「グルーム祭」で山開きを行っている。

## 周辺
- 阪急バス六甲線・六甲摩耶スカイシャトルバス「記念碑台」停留所
- 兵庫県立六甲山自然保護センター
- 記念碑台遊園地
- 神戸ゴルフ倶楽部 - グルームによって開発された日本最初のゴルフクラブ
- 神戸市立六甲山小学校
- 六甲山郵便局
- 電話局
- テニスコート
- 宝池
- つけ池
- 九鬼池
- 空池
- アマ池
- 瓢箪池
- バンガロー池
- 片野池
- 住友池
- だんごの奥池
- 六甲山ホテル